# Eduard Tennmann

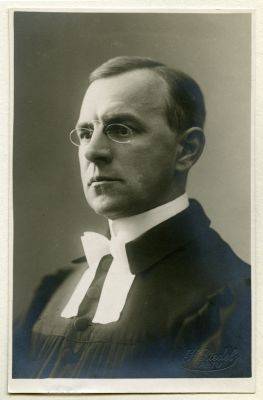
Eduard Tennmann. Aufnahme kurz vor Beginn der 1920er Jahre.

Eduard Tennmann (* 17. Julijul. / 29. Juli 1878greg. in Sankt Petersburg, Russisches Kaiserreich; † 19. Februar 1936 in Tartu, Estland) war ein estnischer Theologe.
Tennmann war von 1919 bis zu seinem Tod im Jahr 1936 der erste estnische Theologie-Professor der Universität Tartu. Er ist der Verfasser der bedeutendsten Überblicke über die ökumenische Entwicklung in Estland. Tennmann begann aufgrund seiner persönlichen Beziehungen zum Leiter der „Life and Work“-Bewegung, Erzbischof Nathan Söderblom, gemeinsam mit Theodor Tallmeister die Ideen von „Social Gospel“ in Estland zu unterstützen.

## Werke
- G. Teichmüllers Philosophie des Christentums, Magisterarbeit, 1931
- Maailma usundid (Weltreligionen), 1935
- Hinge surematus (Nichtsterblichkeit der Seele), 1936
- Varjatud Varandus, Verlag Ilmamaa, Tartu 1999, ISBN 9985-878-14-0 und ISBN 978-9985-878-14-9